# Those Beautiful Dames
Pour plus de détails, voir Fiche technique et Distribution.
Those Beautiful Dames est un film américain d'animation réalisé par Friz Freleng, sorti en 1934.
Produit par Leon Schlesinger et distribué par Warner Bros., ce cartoon fait partie de la série Merrie Melodies.

## Synopsis
Des jouets dans une vitrine prennent vie et rendent visite à une petite fille pauvre pendant son sommeil.

## Fiche technique
- Réalisation : Friz Freleng
- Scénario : Tom Armstrong
- Production : Leon Schlesinger Studios
- Musique originale : Bernard Brown
- Montage : Bernard Brown et Treg Brown
- Format : 35 mm, ratio 1.37 :1, couleur, mono
- Durée : 7 minutes
- Pays de production :  États-Unis
- Langue : anglais
- Genre : animation
- Distribution : 
  - 1934 : Warner Bros. Pictures cinéma
- Date de sortie : 
  - États-Unis : 10 novembre 1934[2]